# MKAD (Mińsk)
MKAD (МКАД) – obwodnica Mińska. Pełna nazwa MKAD brzmi Мінская кальцавая аўтамабільная дарога (Mińska Obwodnica Samochodowa). Droga ta ma długość 56,2 km i znajduje się w granicach miasta Mińsk. Oznaczana jest także jako droga magistralna M9 (biał. Магістраль М9, ros. Магистраль М9).

## Historia
Droga została zbudowana pomiędzy rokiem 1956 a 1963. Na początku, trasa miała po jeden pas w każdym kierunku, a szerokość drogi wynosiła 7,5 m. W 1980 r. doszło do rekonstrukcji obwodnicy. Rezultatem tego było 26,8 km z dwoma pasami ruchu w każdą stronę i 29,4 km z dwoma jezdniami.

## Obecny stan
Na koniec lat 90., MKAD przejeżdżało dziennie od 16 000 do 18 000 pojazdów. MKAD miała wtedy skrzyżowania kolizyjne, sygnalizację świetlną i przystanki autobusowe. 7 sierpnia 2001 prezydent Białorusi, Alaksandr Łukaszenka zlecił ponowne wybudowanie trasy, z zakończeniem prac na listopad 2002.
Przebudowaną obwodnicę otwarto 7 listopada 2002. MKAD w ten sposób zaczęła przypominać drogę ekspresową poprzez brak sygnalizacji świetlnej, zakazy skrętów (w lewo), a także przez instalację latarni wzdłuż drogi. Łącznie, MKAD ma 6 pasów ruchu (3 w każdą stronę) z przepustowością 85 000 samochodów na dzień. Droga została stworzona do prędkości 120 km/h, obecnie ograniczenie prędkości wynosi 90 km/h. Zmniejszenie maksymalnej prędkości jest spowodowane wypadkami polegającymi na potrąceniach pieszych przechodzących nieprawidłowo przez drogę. Przy obwodnicy znajdują się 3 stacje kontroli wagi pojazdów. Również są zainstalowane czujniki pobierające informacje o warunkach meteorologicznych, m.in. temperaturze powietrza, prędkości wiatru, widoczności i innych parametrach. Urządzenia te również pobierają informacje o przepustowości i prędkości pojazdów. Droga posiada także elektroniczne znaki informacyjne.
Rekonstrukcja MKAD wymagała 680 ton asfaltu, instalacji 100 km barier przeciwko pieszym, 2,4 km ekranów dźwiękowych, a także budowy 24 węzłów drogowych, 30 mostów i wiaduktów, 6 kładek dla pieszych i 16 przejść podziemnych.